# ラヴリー・リンダ
ラヴリー・リンダ（原題：The Lovely Linda）は、1970年にポール・マッカートニーが発表した楽曲。
ポール・マッカートニーのソロ・デビューアルバム『マッカートニー』の１曲目に収録されている。

## 概要
マッカートニーは「自宅にスチューダーの4トラックが導入されたとき、マシンをテストするために最初に録音したのがこの曲だったんだ。1回目はボーカルとギター、２回目は別のアコースティック・ギター、そして本を叩く手の音をオーバーダビングして、最後にベースを入れてるんだ。」とコメントした。
妻のリンダ・マッカートニーへの愛を、45秒という短い演奏時間の中で率直に表現している。
また、2001年に放送されたドキュメンタリー映画『ウイングスパン (映画)』にてマッカートニーは、「レコーディング中にリンダが入ってきて、ドアがキーキーと鳴る音が聞こえるね。いいテイクだったから、そのままにしたよ」と語っている。
また、マッカートニーは「スコットランドで書かれたこの曲は、将来レコーディングされるであろう本編の予告編となっているんだ」と語っているが、本編は2022年現在も未発表となっている。
1999年に発売された亡くなったリンダへの追悼盤「ワーキング・クラシカル」に、この曲の弦楽四重奏バージョンが収録されたほか、2001年には、マッカートニー自らが選曲したベスト・アルバム「夢の翼〜ヒッツ&ヒストリー〜」にも収録された。

## 評価
ローリング・ストーン誌のレビューでは、「言葉やメロディーの内容がほとんどない」と酷評されている。

## クレジット
- ポール・マッカートニー - リード・ボーカル、アコースティック・ギター、ベース、パーカッション